# Weinmannia velutina
Weinmannia velutina är en tvåhjärtbladig växtart som beskrevs av Oswald Schmidt. Weinmannia velutina ingår i släktet Weinmannia och familjen Cunoniaceae.
Artens utbredningsområde är de Venezuela (delstaterna Bolívar och Amazonas) och Peru. Eventuellt finns den även i Roraimamassivet. Inga underarter finns listade i Catalogue of Life.